# 花園橋駅
花園橋駅（かえんきょう-えき）は中華人民共和国北京市海淀区に位置する北京地下鉄6号線の駅である。2012年12月30日に開業した。

## 歴史
- 2012年12月30日 - 開業。

## 駅構造
島式ホーム1面2線を有する地下駅。ホームドア完備。
| 6号線ホーム | ←■6号線 海淀五路居・苹果園方面 |
| 6号線ホーム | 島式ホーム                     |
| 6号線ホーム | ■6号線 潞城方面→               |

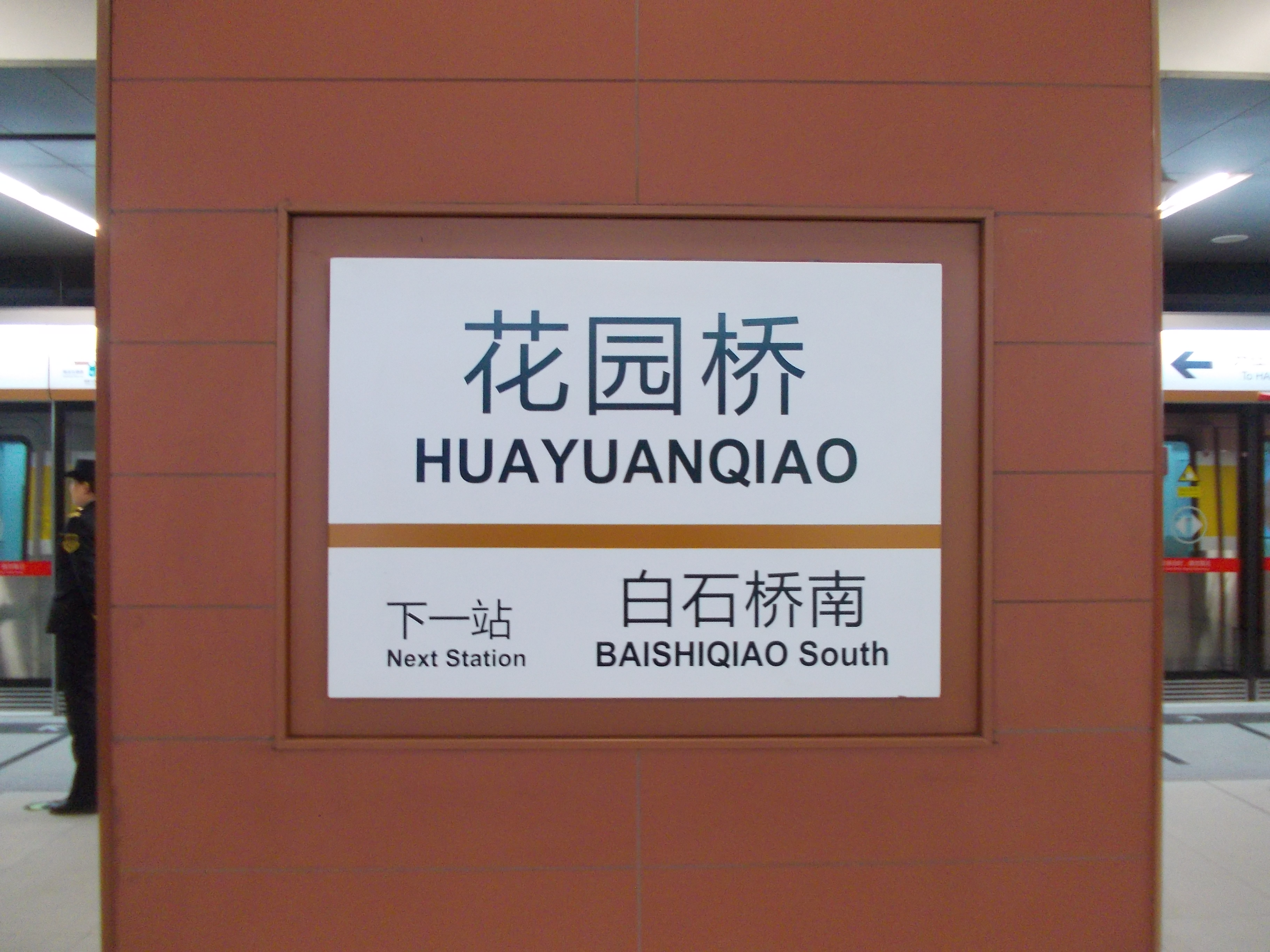
駅名標示
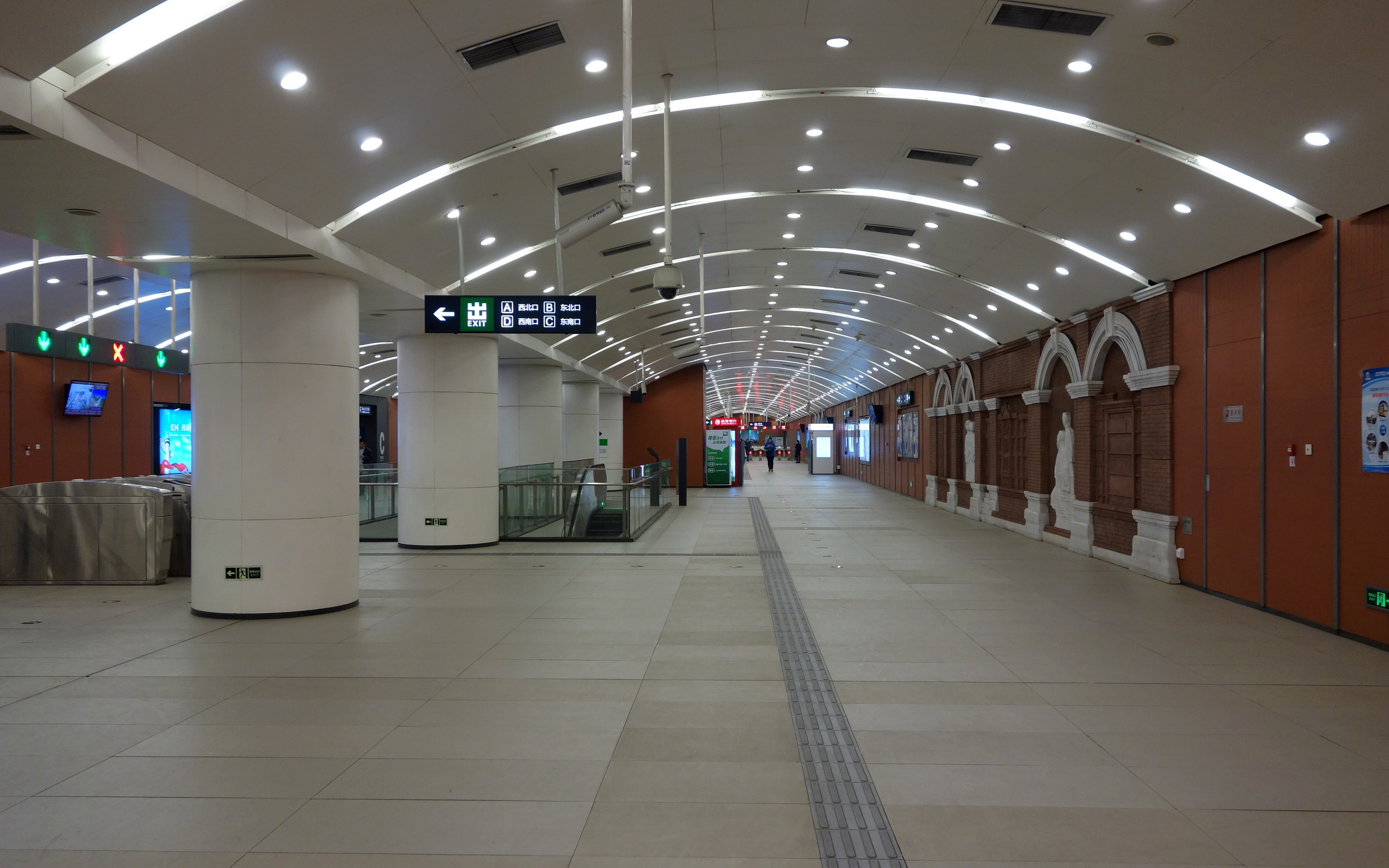
駅コンコース
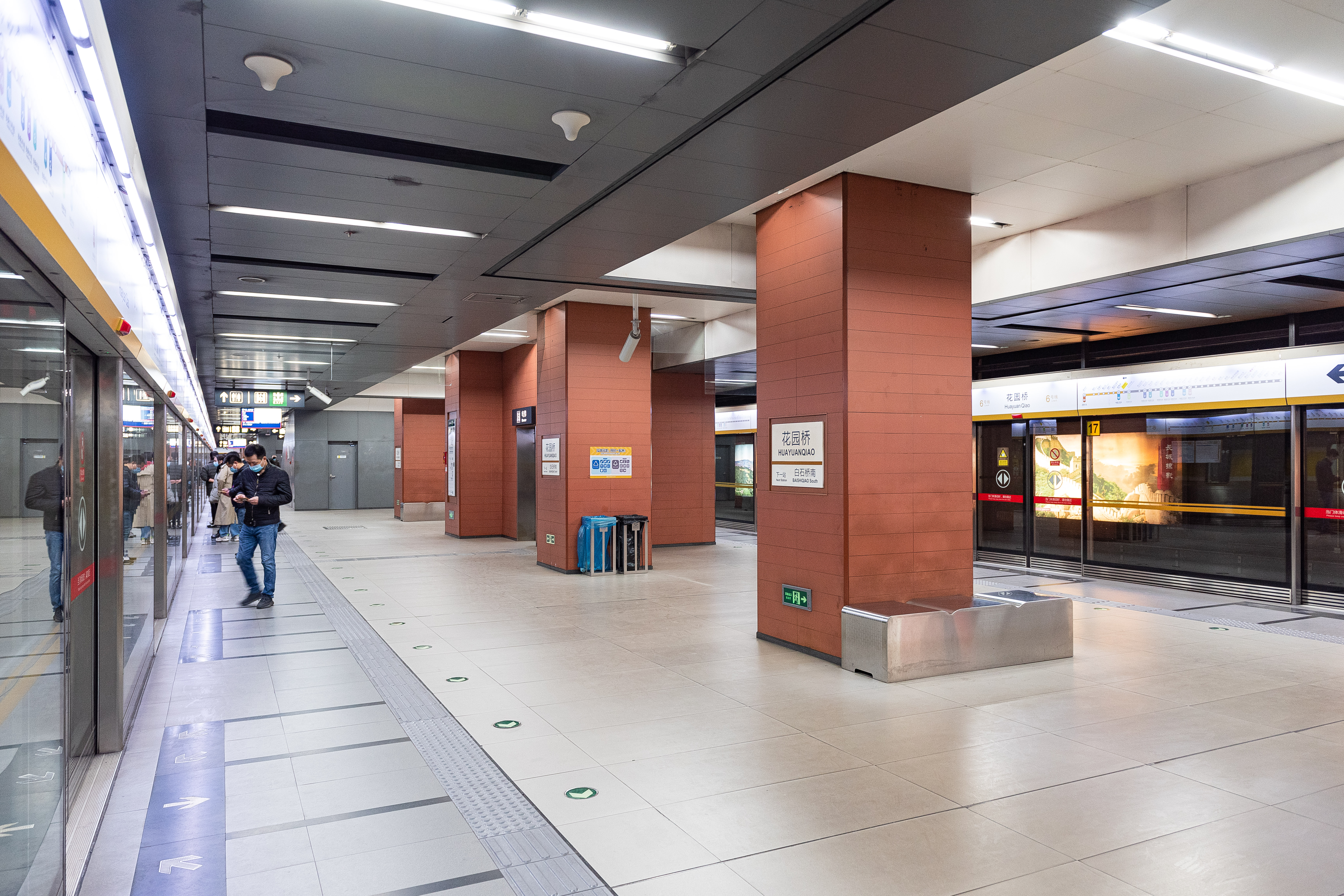
ホーム

## 駅周辺
- 首都師範大学北一区
- 国際財経中心
- 中国外文大厦
- 中国画報出版社
- 北京工業大学（中国語版）継续教育学院
- 中国労働関係学院（中国語版）
- 海淀区実験小学

## 隣の駅
北京地下鉄
■6号線
慈寿寺駅 - 花園橋駅 - 白石橋南駅